# Sinker (Bergbau)
Als Sinker wurde bereits in der Frühen Neuzeit derjenige Bergmann bezeichnet, dessen Tätigkeit im Absinken (Abteufen) von Schächten bestand.